# The Woman Suffrage Cook Book
The Woman Suffrage Cook Book es un libro de cocina editado y publicado originalmente por Hattie A. Burr en 1886. Es el primer recetario publicado por las sufragistas estadounidenses. El libro contiene recetas, trucos y consejos enviados por mujeres de todo el país, entre ellas algunas célebres sufragistas como Lucy Stone, Matilda Joslyn Gage o Julia Ward Howe. Este tipo de libros tienen su antecedente en los recetarios benéficos de posguerra, que se publicaban para recaudar fondos para las víctimas del conflicto y para diferentes actividades de la Iglesia.
Se comercializó por primera vez en el Woman Suffrage Festival and Bazaar, celebrado en Boston, con el fin de recaudar fondos para la Asociación Nacional pro Sufragio de la Mujer. Además de servir para financiar el movimiento sufragista, uno de los objetivos principales del libro era demostrar que los roles tradicionales de las mujeres en el hogar no tenían por qué entrar en conflicto con el derecho a voto. Se trataba de una estrategia para rebatir las críticas y bromas que se hacían sobre las sufragistas, acusándolas de ser madres irresponsables y de descuidar el cuidado de la casa y la familia en favor de su actividad política.

## Contenido
El libro contiene recetas para hacer pan, pasteles, tortillas, sopas, ensaladas o encurtidos –entre otras preparaciones–, así como diferentes platos de carne, pescado y vegetales. Comienza con un prefacio, firmado por Hattie A. Burr, donde se describe la publicación como "una autoridad fiable" en los ámbitos de "la cocina, las labores domésticas y el cuidado de los enfermos". Las últimas páginas del libro contienen consejos para cuidar de los "inválidos", desde cómo ventilar una habitación hasta qué tipo de alimentos evitar darle a una persona enferma, así como instrucciones para fabricar jabones o desinfectantes caseros. También incluye varias páginas de opiniones sobre el sufragio femenino, firmadas por figuras como Abraham Lincoln, John Stuart Mill, Louisa May Alcott o Frances Willard.  
Como afirmaba la archivista culinaria Jan Longone en una conferencia en la Universidad de Míchigan en 2008, las mujeres utilizaban los conocimientos que tenían para defender sus causas: «If that meant baking a cake or cooking a dinner or writing a cookbook, they did that. I need not remind the audience that for most of the 19th century, a woman had no control over her own money, her own children, her own destiny.» (Si eso significaba hornear un pastel o cocinar una cena o escribir un recetario, lo hacían. No necesito recordarle a la audiencia que, durante la mayor parte del siglo XIX, una mujer no tenía control sobre su propio dinero, sus propios hijos, su propio destino).

## Otros recetarios sufragistas
La publicación del Woman Suffrage Cook Book inspiró la de otros libros similares, como el Washington Women's Cook Book, publicado en 1909, yThe Suffrage Cook Book, compilado por L. O. Kleber y publicado en 1915. Hasta que la Decimonovena Enmienda a la Constitución de los Estados Unidos reconoció el derecho a voto de las mujeres, al menos media docena de recetarios fueron publicados por diferentes asociaciones sufragistas del país.